# Équipe cycliste La Vie claire
 (août 2017).
Si vous disposez d'ouvrages ou d'articles de référence ou si vous connaissez des sites web de qualité traitant du thème abordé ici, merci de compléter l'article en donnant les références utiles à sa vérifiabilité et en les liant à la section « Notes et références ».
L'équipe cycliste La Vie claire, (devenue ensuite équipe Toshiba) était une équipe française de cyclisme professionnel sur route.

## Début
En 1983, Bernard Hinault, fâché avec son directeur sportif Cyrille Guimard décide de quitter l'équipe Renault-Gitane.
C'est la Régie Renault qui l'annonce par communiqué de presse le 6 septembre 1983.
Entre un Guimard et ses jeunes pousses prometteuses (Fignon et LeMond) et un Hinault convalescent, le sponsor a donc décidé de conserver les premiers.
Hinault part alors à la recherche d'un sponsor pour monter une nouvelle équipe. On évoque l'entrepreneur immobilier Merlin. Mais c'est finalement l'homme d'affaires français Bernard Tapie qui réussit à convaincre le Breton. Hinault l'annonce à la presse en fin de saison, après le Grand Prix des Nations 1983.
Les deux hommes vont donc monter une nouvelle équipe cycliste entièrement vouée à la cause du champion français. Tapie voit les choses en grand en mettant des millions sur la table. Il s'agit alors d'une véritable révolution qui va transformer en profondeur le petit monde du vélo. Tapie n'a pas besoin d'aller chercher très loin les sponsors : il utilise ses entreprises. La Vie claire (une chaîne d'alimentation biologique) donnera son nom à l'équipe. Mais les noms de Terraillon, Wonder et Look apparaîtront également sur le maillot (dont le dessin est inspiré par Piet Mondrian).

## 1984 - La Vie claire-Terraillon
En 1984, l'équipe fait donc une entrée fracassante dans le peloton. D'autant plus qu'Hinault a imposé un directeur technique aux méthodes révolutionnaires, le Suisse Paul Köchli.
Pourtant, en 1984, Hinault n'est pas encore remis de son opération du genou. Les jeunes de Renault-Gitane, Laurent Fignon et Greg LeMond, mènent la vie dure au Breton. Lorsque Fignon remporte le Tour de France, le match semble avoir définitivement tourné à l'avantage de Guimard. Mais en septembre, à la faveur du Grand Prix des Nations, Hinault surclasse la concurrence (Kelly, Roche, Fignon...) tout au long des 90 kilomètres au menu de ce contre la montre. Une victoire inespérée qui annonce son grand retour. Dans la foulée, il confirme ce succès en s'adjugeant le Trophée Baracchi en compagnie de Francesco Moser, puis en enlevant le Tour de Lombardie, la dernière grande classique de la saison, après une échappée en solitaire d'une dizaine de kilomètres. Le Blaireau est redevenu compétitif et déclare qu'en 1985, il briguera un 3e succès dans le Giro d'Italia et un 5e lors du Tour de France.

## 1985 - La Vie claire-Radar
En 1985, Tapie ne compte pas laisser Guimard maître du jeu. Il approche Fignon, mais c'est finalement LeMond qu'il embauche. LeMond raconte que Tapie lui a proposé un contrat d'1 million de dollars alors qu'il en gagnait jusqu’alors 100 000. LeMond raconte également que Tapie aurait promis des royalties de 1 $ par pédale de la marque Look vendue à lui et à Hinault mais qu'il n'a jamais reçu l'argent promis[Information douteuse]
Tapie renforce également l'équipe avec Niki Rüttimann, Kim Andersen et Steve Bauer.
L'équipe est plus forte que jamais, d'autant qu'Hinault semble avoir retrouvé son niveau d'antan.
Plus rien ne semble alors résister aux hommes de La Vie claire qui raflent les courses les unes après les autres. Hinault remporte ainsi son 5e Tour de France et son 3e Tour d'Italie, aidé par LeMond qui se voit interdit d'attaquer son ainé.

## 1986 - La Vie claire-Radar
En 1986, arrivent deux jeunes coureurs de talent : l'Américain Andrew Hampsten (vainqueur du Tour d'Italie en 1988) et le Français Jean-François Bernard. Pour sa dernière année dans le peloton, Hinault a promis d'aider LeMond à gagner le Tour. Mais le Breton ne va pas pour autant rendre les choses faciles. Finalement, LeMond l'emporte, après une célèbre arrivée à l'Alpe d'Huez, mise en scène par Tapie.

## 1987 - Toshiba-La Vie claire
En 1987, Hinault a pris sa retraite et LeMond a été victime d'un accident de chasse. L'équipe compte alors sur Jean-François Bernard, désigné comme dauphin de Bernard Hinault. Le jeune Nivernais montre effectivement l'étendue de son talent. Il remporte le contre-la-montre du mont Ventoux et s'empare du maillot jaune. Mais son équipe n'est pas à la hauteur, et Jeff est sans doute un peu tendre. Après trois crevaisons, et attaqué de toute part, il craque dans l'étape qui mène à Villard-de-Lans, et c'est finalement Stephen Roche qui l'emporte à Paris. Jean-François Bernard termine néanmoins sur le podium.

## 1988 - Toshiba-Look
En 1988, LeMond et ses camarades nord-américains (Bauer, Hampsten) ne sont plus là, Paul Köchli non plus. La nouvelle équipe est construite autour de Jean-François Bernard, qui a imposé Yves Hézard aux commandes. On y retrouve Luc Leblanc (futur champion du monde) et Bjarne Riis (futur vainqueur du Tour).
Jean-François Bernard débute bien la saison, mais il chute dans le Tour d'Italie alors qu'il portait le maillot rose.

## 1989 - Toshiba-Kärcher-Look
En 1989, Bernard Tapie, qui s'intéresse de plus en plus au football et de moins en moins au vélo s'en va. Au même moment, un jeune Français fait ses débuts dans l'équipe : Laurent Jalabert (il remporte le Tour d'Armorique). La saison est pourtant mauvaise, à l'image de Jean-François Bernard qui ne remporte aucune course d'envergure.

## 1990 - Toshiba
En 1990, le maillot change, mais l'équipe reste quasiment la même. Ça va un peu mieux pour Jean-François Bernard qui remporte une étape de Paris-Nice, et une au Tour d'Espagne. Mais le bilan de la saison reste mince pour l'équipe, malgré les belles places de Jalabert et le titre de champion de France de Philippe Louviot.

## 1991 - Toshiba
En 1991, Jean-François Bernard, qui n'a jamais concrétisé les espoirs, s'en va chez Banesto. Un nouveau leader est embauché, le Suisse Tony Rominger, qui remporte alors Paris-Nice.
Quant à Jalabert, il se révèle déjà comme un grand chasseur de classiques en terminant deuxième du classement final de la Coupe du Monde derrière Maurizio Fondriest, grâce à ses nombreuses places d'honneurs (deuxième du Championnat de Zurich, quatrième de la Classique de Saint-Sébastien, septième de l'Amstel Gold Race, huitième du Tour de Lombardie, septième de Paris-Tours et neuvième du Tour des Flandres).
L'équipe se retire du peloton à la fin de l'année 1991.

## Palmarès
- Tour de France : 1985 (Hinault), 1986 (LeMond)
- Tour d'Italie : 1985 (Hinault)
- Paris-Nice : 1991 (Rominger)

## Liste des coureurs de l'équipe cycliste La Vie claire

### 1984-1985-1986-1987
Sponsors
- Cycles Look : Fabricant français de cycles.
- Terraillon : Fabricant de pèse-personnes et des balances culinaires[3]..
- La Vie Claire : Entreprise française de distribution spécialisée dans la vente de produits biologiques.
- Wonder : Entreprise française de piles électriques
- Radar : chaîne française d'hypermarchés
- Toshiba : fabricant japonais de matériel électronique
- Kärcher : fabricant allemand de nettoyeurs haute-pression

| 1984La Vie claire-Terraillon - Kim Andersen - Dominique Arnaud - Charly Bérard - Jean-François Bernard - Bruno Cornillet - Fabien De Vooght - Kim Andersen - Guido Frei - Marc Gomez - Jean-Pierre Guernion - Mike Gutmann - Bernard Hinault - Christian Jourdan - Maurice Le Guilloux - Philippe Leleu - Jean-François Rault - Niki Rüttimann - Bernard Vallet - Alain Vigneron - Benno Wiss - Philippe Crépel : directeur sportif - Paul Köchli : entraineur - Maurice Le Guilloux : directeur sportif - Bernard Tapie : propriétaire de l'équipe | 1985La Vie Claire-Wonder-Radar - Kim Andersen - Dominique Arnaud - Steve Bauer - Charly Bérard - Jean-François Bernard - Bruno Cornillet - Kim Eriksen - Marc Gomez - Bernard Hinault - Christian Jourdan - Philippe Leleu - Jean-François Rault - Niki Rüttimann - Eric Salomon - Bernard Vallet - Alain Vigneron - Guido Winterberg - Benno Wiss - Paul Köchli : entraineur - Maurice Le Guilloux : directeur sportif - Bernard Tapie : propriétaire de l'équipe | 1986La Vie Claire-Wonder-Radar - Kim Andersen - Steve Bauer - Charly Bérard - Jean-François Bernard - Philippe Chevallier - Greg Demgen - Pascal Dubois - Kim Eriksen - Frédéric Garnier - Othmar Häfliger - Andrew Hampsten - Bernard Hinault - Christian Jourdan - Roy Knickman - Jaanus Kuum - Philippe Leleu - Greg LeMond - Jean-François Rault - Thurlow Rogers - Niki Rüttimann - Eric Salomon - Alain Vigneron - Guido Winterberg - Benno Wiss - Paul Köchli : entraineur - Michel Laurent : manager - Maurice Le Guilloux : directeur sportif - Bernard Tapie : propriétaire de l'équipe | 1987Toshiba-Look-La Vie Claire - Kim Andersen - Vincent Barteau - Steve Bauer - Charly Bérard - Jean-François Bernard - Philippe Chevallier - Pascal Dubois - Dominique Gaigne - Dominique Garde - Frédéric Garnier - Othmar Häfliger - Heinz Imboden - Christian Jourdan - Andreas Kappes - Roy Knickman - Jaanus Kuum - Johan Lammerts - Luc Leblanc - Jean-Claude Leclercq - Philippe Leleu - Greg LeMond - Pascal Richard - Niki Rüttimann - Guido Winterberg - Paul Köchli : entraineur - Maurice Le Guilloux : directeur sportif - Bernard Tapie : propriétaire de l'équipe |

### 1988-1989-1990-1991
| 1988Toshiba-Look - Dominique Arnould - Jean-François Bernard - Laurent Bezault - Pierangelo Bincoletto - Laurent Biondi - Philippe Chevallier - Dominique Gaigne - Frédéric Garnier - Martial Gayant - Stéphane Guay - Jacques Hanegraaf - Christian Jourdan - Andreas Kappes - Johan Lammerts - Luc Leblanc - Philippe Leleu - Marc Madiot - Yvon Madiot - Fabrice Philipot - Pascal Poisson - Bjarne Riis - Remig Stumpf - Patrick Cluzaud - Yves Hézard - Maurice Le Guilloux - Bernard Tapie : propriétaire de l'équipe | 1989Toshiba-Kärcher-Look - Dominique Arnould - Jean-François Bernard - Laurent Bezault - Pierangelo Bincoletto - Sébastien Flicher - Frédéric Garnier - Martial Gayant - Laurent Jalabert - Andreas Kappes - Pascal Lance - Philippe Leleu - Marc Madiot - Yvon Madiot - Fabrice Philipot - Pascal Poisson - Thierry Richard - Denis Roux - Remig Stumpf - Patrick Cluzaud - Yves Hézard - Maurice Le Guilloux | 1990Toshiba - Jean-François Bernard - Laurent Bezault - Thierry Bourguignon - John Carlsen - Christian Chaubet - Sébastien Flicher - Martial Gayant - Laurent Jalabert - Andreas Kappes - Pascal Lance - Roland Leclerc - Philippe Louviot - Olaf Lurvik - Marc Madiot - Yvon Madiot - Thierry Richard - Denis Roux - Claude Séguy - Remig Stumpf - Patrick Cluzaud - Yves Hézard - Maurice Le Guilloux | 1991Toshiba - Henri Abadie - Laurent Bezault - Thierry Bourguignon - Pascal Chanteur - Christian Chaubet - Christophe Faudot - Sébastien Flicher - Martial Gayant - Laurent Jalabert - Hans Kindberg - Pascal Lance - Philippe Louviot - Olaf Lurvik - Laurent Madouas - Tony Rominger - Denis Roux - Patrick Cluzaud - Marc Durand - Maurice Le Guilloux - Bernard Vallet |